# Damir Kalapač
Damir Kalapač est un footballeur international croate né le 18 août 1963 à Zadar (République socialiste de Croatie, Yougoslavie, aujourd'hui Croatie).

## Sélection
- 1 sélection et 0 but avec la  Croatie en 1991[1].